# اونجال‌لی
اونجال‌لی (به لاتین: Oncallı) یک منطقه مسکونی در جمهوری آذربایجان است که در شهرستان قاخ واقع شده است. اونجال‌لی ۴۷۲ نفر جمعیت دارد.